# 大陵增三
英仙座5，又名BD+56 438，HD 13267、SAO 23011、HR 627，是英仙座的一颗恒星，视星等为6.36，位于銀經133.51，銀緯-3.57，其B1900.0坐标为赤經2h 4m 31s，赤緯+57° -3.57′ 24″。